# قناة بلادي الفضائية
قناة بلادي الفضائية هي قناة فضائية العراقية تبث باللغة العربية . أسست بالعراق في عام 2013. ويقع مقرها في بغداد. ويملكها السياسي العراقي إبراهيم الجعفري.

## وصلة خارجية
موقع قناة بلادي الفضائية